# Michael J. Dallwitz
Michael J. Dallwitz ( 20 de mayo de 1943 - ) es un matemático, ecólogo, botánico australiano, desarrollando su actividad científica como Investigador Científico, CSIRO Entomología, Canberra (último nivel: CSOF8 (Sénior Director de Investigación Científica). Obtuvo su Ph.D. en Física, en la Universidad Nacional de Australia; defendiendo la tesis: "Efectos de correlación y de flujo de vacancias en las aleaciones binarias".

## Algunas publicaciones
- sg Aiken, mj Dallwitz, ll Consaul, cl McJannet, rl Boles, gw Argus, jm Gillett, pj Scott, r Elven, mc LeBlanc, lj Gillespie, ak Brysting, h Solstad, jg Harris. 2007. Systematic variation in leaf amino acid compositions of leguminous plants. Phytochemistry 23 ( 10 ): 2227-2229

- jeremy j. Bruhl, leslie Watson, michael j. Dallwitz. 1992. Genera of Cyperaceae: Interactive Identification and Information Retrieval. Taxon 41 ( 2): 225-234

- an van den Borre, leslie Watson. 1997. On the Classification of the Chloridoideae (Poaceae). Australian Systematic Botany 10 ( 4 ): 491-531[1]

Watson, L.; Dallwitz, M. J. «Cyanastraceae». The families of flowering plants: descriptions, illustrations, identification, and information retrieval. Versión: 25 de noviembre de 2008 (en inglés). Archivado desde el original el 8 de marzo de 2021. Consultado el 15 de enero de 2009.
</ref>

### Libros
- leslie Watson, michael j. Dallwitz. 1992. The Families of Flowering Plants: Descriptions, Illustrations, Identification, and Information Retrieval. Versión: 14 de diciembre de 2000[5]
- ----, ----. 1994. The Grass Genera of the World (Cabi Cabi). 1.088 pp. Ed. CABI; ed. revisada, 2 de enero de 1994) ISBN 0-85198-802-4

### Como editor
- Plant Viruses Online Descriptions and Lists from the VIDE Database. Editores: alan Brunt , karen Crabtree , michael j. Dallwitz , adrian Gibbs , leslie Watson, eric Zurcher. Horticulture Research International, Wellesbourne, RU, & Imperial College of Science, Technology and Medicine, Universidad de Londres; Research School of Biological Sciences , Institute of Advanced Studies , Australian National University , Canberra, Australia. CSIRO Division of Entomology , Canberra, Australia.

## Honores
- 1964, 1965 becario ANU Final Honours Year
- 1965, premio Universitario en Matemática Pura
- 1966–1968, becario General Motors-Holdens’ Postgraduate Research

### Epónimos
- (Poaceae) Dallwatsonia B.K.Simon,[6] también honra al botánico inglés Leslie Watson

- La abreviatura «Dallwitz» se emplea para indicar a Michael J. Dallwitz como autoridad en la descripción y clasificación científica de los vegetales.[7]